# José Alves do Nascimento
José Alves do Nascimento (Cedro de São João, 31 de janeiro de 1945) é um político brasileiro.
Foi senador pelo estado de Sergipe de 1995 a 1999 assumiu após a renúncia de Albano Franco que se elegeu Governador em 1994. 
É irmão da também senadora Maria do Carmo Alves.